# Замок Олдерфлит
Замок Олдерфлит (англ. Olderfleet Castle) — один из замков Ирландии, расположен в графстве Антрим, Северная Ирландия. Замок представляет собой четырехэтажную башню, чьи руины сейчас стоят на земле Карран Пойнт на юг от Ларна. Название Олдерфлит является искаженной на английский манер названием Улфрексфьорд (норв. Ulfrecksfiord) — это название дали этой местности викинги. Ныне это памятник старины и охраняется государством.

## История
Замок был построен ирландской семьей Биссетт Гленарм около 1250 года на месте более древнего замка Курран. Затем замок был перестроен в 1500 году. На карте 1610 года замок назывался Корайн.

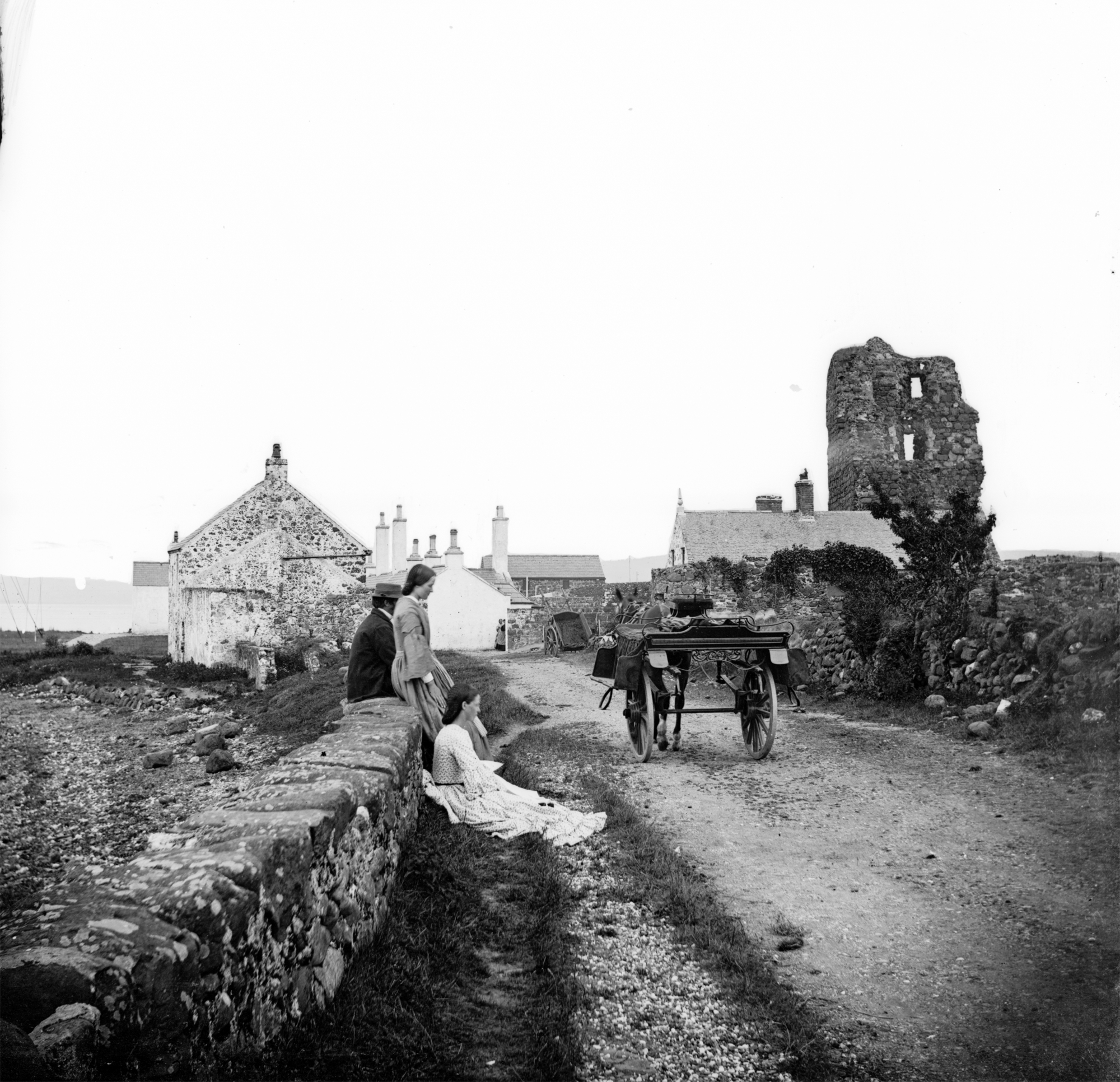
Руины замка Олдерфлит. Фото 1860 года.

В 1315 году Эдвард Брюс — верховный король Ирландии высадился здесь с армией численностью 6 000 воинов и начал поход с целью освобождения Ирландии от власти Англии. Его приветствовали владельцы замка — семья Биссетт. Королева Елизавета I считала, что этот замок имеет стратегическое значение, поэтому отдала приказ сэру Мойсесу Хиллу в 1569 году захватить и удерживать замок. В 1597 году замок был захвачен кланом МакДоннелл. В 1598 году он был демонтирован.
Нынешний замок Олдерфлит был построен около 1612 года. В 1621 году он был подарен сэру Артуру Чичестеру и оставался в собственности семьи Чичестер до XIX века. В 1823 году замок арендовал Уильям Агню. Затем, в 1865 году замок купил Джеймс Чайн. Затем замок был заброшен, в 1938 году государство взяло руины под охрану.
От замка осталась четырехэтажная квадратная башня с бойницами и подвалом. Стены толщиной свыше 1 метра.